# Roger Adams
Roger Adams, född den 2 januari 1889 i Boston, död den 6 juli 1971 i Urbana, Illinois, var en amerikansk kemist. Adams var ättling i rakt nedstigande led till den amerikanske presidenten John Adams. Han studerade vid Harvard University och tog där sin doktorsexamen i kemi 1912. Han blev biträdande professor vid University of Illinois at Urbana-Champaign 1916 och från 1926 föreståndare för kemiavdelningen där – en post han behöll till sin pensionering 1954.
Adams är mest känd för Adams katalysator ("platinadioxid", platina(IV)oxid-hydrat, PtO2•H2O) som används inom organisk kemi för hydrogenering och hydrogenolys(en), men han och hans studenter har gjort många upptäckter inom den organiska kemin. Bland dessa kan nämnas arbeten med alkaloider och att han syntetiserade och isolerade cannabidiol från Cannabis sativa.

## Utmärkelser (urval)
- Willard Gibbs-priset 1934
- Davymedaljen 1945
- Priestleymedaljen 1946
- Perkinmedaljen 1954
- Franklinmedaljen 1960
- National Medal of Science 1964